# Акапну
Акапну̀ (на гръцки: Ακαπνού) е село в Кипър, окръг Лимасол. Според статистическата служба на Република Кипър през 2001 г. селото има 26 жители.
Намира се на 3 км източно от Ептагонея.